# ベイリーズ・オリジナル・アイリッシュ・クリーム
ベイリーズ・オリジナル・アイリッシュ・クリーム （Baileys Original Irish Cream）とは、アイルランド原産のクリーム系のリキュールである。ベイリーズと略記される（本項でも以下ベイリーズと記述する）。1974年にギルビーズ・オブ・アイルランド社によって開発された。また、世界一の販売数を誇るリキュールである。アルコール度数は17度、エキス分は21％以上。

## 概要
前述のとおり、ベイリーズは1974年にアイルランドのダブリンにあるギルビーズ・オブ・アイルランド社によって開発された。アイルランドでは酪農が盛んであり、またアイリッシュ・ウィスキーも生産していたことから、旧来よりウィスキーにクリームを入れて飲む習慣があった。これを商品化しようと考えたことから開発された。
ベイリーズを製造する材料としては、その半分がクリームで、10％のアイリッシュ・ウィスキーのほか、中性スピリッツ、砂糖にその他のフレイバー（チョコレートやバニラなど）とされる。

## 品質の保証

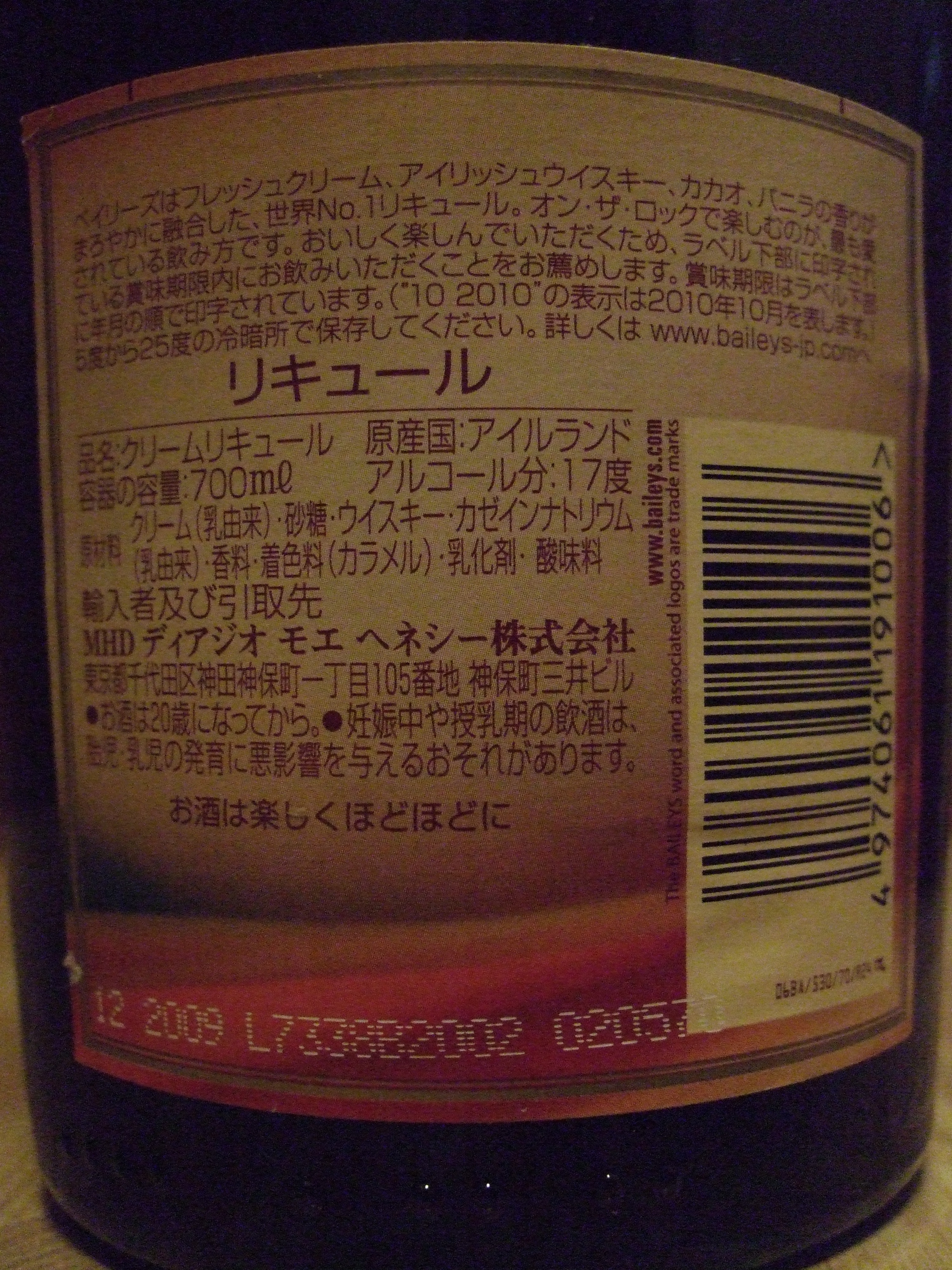
ベイリーズの背面ラベルと、印字された賞味期限。ラベル左下部に記載される。

ベイリーズのボトルには、賞味期限が印字されている。この年月を過ぎても飲用は可能であるものの、長期にわたる保存をおこなった場合成分が凝固する場合がある。この場合においては、輸入元へ連絡を取ることによって新品との交換が可能であるとする文献もある。

## ベイリーズを使ったカクテル
ベイリーズのラベルには「オン・ザ・ロックで飲む方法がもっとも好まれる」という趣旨の記述がある。また、ベイリーズを使用したカクテルには以下のようなものがある。
ベイリーズ・オレ(Baileys au Lait)
氷を入れたタンブラーにベイリーズを注ぎ、冷やした牛乳で満たしたあと、ステアする。
B-52
カルーア、ベイリーズ、グランマニエそれぞれ20mlをシェークし、カクテル・グラスに注ぐ。
ルシアン・クエイルード(Russian Quaalude)
ウォッカ15ml、フランジェリコ20ml、ベイリーズ20mlをシェークし、カクテル・グラスに注ぐ。